# 羊糕
羊糕是传统苏浙菜肴，多在冬季上市。做法是羊肉加入调味品煮制。在冷却后，由于胶原蛋白凝结，形成糕状物，即为羊糕。
2008年，朱门羊糕加工制作技艺已被南京市江宁区人民政府列入第一批江宁区非物质文化遗产名录。